# شینوکاک هیلز (نیویورک)
شینوکاک هیلز (به انگلیسی: Shinnecock Hills) یک منطقهٔ مسکونی در ایالات متحده آمریکا است که در ساوت‌همپتون واقع شده‌است. شینوکاک هیلز ۷٫۹ کیلومتر مربع مساحت و ۲٬۱۸۸ نفر جمعیت دارد و ۲۴ متر بالاتر از سطح دریا واقع شده‌است.
باشگاه گلف شینوکاک هیلز دارای شهرت جهانی است.